# El Castellot (Font-rubí)
El Castellot és una muntanya de 793 metres que es troba al municipi de Font-rubí, a la comarca de l'Alt Penedès.